# Beli Ilmen
Beli Ilmen (en rus: Белый Ильмень) és un poble (un possiólok) de l'óblast d'Astracan, a Rússia, segons el cens del 2010 tenia 86 habitants.